# 日本の地図記号の一覧
本稿は日本の地図における地図記号の一覧である。

## 概説
日本の地図記号は国土地理院が定めている。平成以降では1997年（平成9年）に「電子基準点」、2002年（平成14年）に「博物館」「図書館」、2006年（平成18年）に「老人ホーム」「風車」、2019年（平成31年）に「自然災害伝承碑」が新たに追加された。2016年（平成28年）には外国人観光客の増加や2020年東京オリンピックを見据え、従来の地図記号とは別に、郵便局・交番・神社・病院・温泉・銀行など15種の外国人向け地図記号を定めている。
国土地理院の地図記号のほか、民間の地図会社や出版社の発行する地図では独自の地図記号を定めている場合がある。
Unicode 5.2にARIB外字が追加され、日本の地図記号が採用された。ただし、未だUnicodeに含まれてない地図記号も多い。

## 日本の地図記号の一覧

### 国土地理院の地図記号
| 地図記号               | 名称                   | 意味・由来 | Unicode   | 実例                   |
| ---------------------- | ---------------------- | --- | --------- | ---------------------- |
| 市役所                 | 市役所                 | 市役所と特別区の区役所をあらわす。 | ⭗︎ U+2B57  | 市役所                 |
| 町村役場               | 町村役場               | 町村役場と行政区の区役所をあらわす。 | ⭘︎ U+2B58  | 町村役場               |
| 官公署                 | 官公署                 | 国や地方の役所をあらわす。 漢字の「公」の古い字体を図案化。 | ⛣︎ U+26E3  | 官公署                 |
| 裁判所                 | 裁判所                 | 高等裁判所、地方裁判所、家庭裁判所や簡易裁判所をあらわす。 最高裁判所は記号で表示せず、名称で表示する。 裁判の内容を告知した高札を図案化。                                                             | -         | 裁判所                 |
| 税務署                 | 税務署                 | 税務署をあらわす。 そろばんの玉を図案化。 | -         | 税務署                 |
| 森林管理署             | 森林管理署             | 森林管理署（支署や森林管理事務所を含む）をあらわす。 漢字の「木」を図案化。 | -         | 森林管理署             |
| 気象台                 | 気象台                 | 気象台や測候所をあらわす。 風速計を図案化。 | -         | 気象台                 |
| 消防署                 | 消防署                 | 消防署（消防士が常駐する支所、出張所や分遣所を含む）をあらわす。 火消しの道具「さすまた」を図案化。 | -         | 消防署                 |
| 保健所                 | 保健所                 | 保健所をあらわす。 「病院」の記号をもとに区別のため形を変えている。 | -         | 保健所                 |
| 警察署                 | 警察署                 | 警察署をあらわす。 警察庁、警視庁、道府県警察本部、警察学校は「官公署」の記号などであらわす。 交差させた警棒（六尺棒）を図案化し、「交番」の記号と区別のため○で囲む。                                  | ⭙︎ U+2B59  | 警察署                 |
| 交番                   | 交番                   | 交番と派出所や駐在所をあらわす。 交差させた警棒（六尺棒）を図案化。 | ☓︎ U+2613  | 交番                   |
| 郵便局                 | 郵便局                 | 普通郵便局、特定郵便局、簡易郵便局（分室や常設の出張所を含む）をあらわす。 逓信省（テイシンショウ）の「テ」を図案化し、○で囲む。                                                                       | 〶︎ U+3036 | 郵便局                 |
| 小中学校               | 小中学校               | 小学校と中学校をあらわす。 漢字の「文」を図案化。 | -         | 小中学校               |
| 高等学校               | 高等学校               | 高等学校をあらわす。 漢字の「文」を図案化し、「小中学校」の記号と区別のため○で囲む。 | ㉆︎ U+3246 | 高等学校               |
| 大学                   | 大学                   | 大学をあらわす。 漢字の「文」を図案化し、添字で区別。 | -         | 大学                   |
| 短期大学               | 短期大学               | 短期大学をあらわす。 漢字の「文」を図案化し、添字で区別。 | -         | 短期大学               |
| 高等専門学校           | 高等専門学校           | 高等専門学校をあらわす。 漢字の「文」を図案化し、添字で区別。 | -         | 高等専門学校           |
| 病院                   | 病院                   | 公的機関（国、都道府県、市区町村）や医療法人などが開設する病院をあらわす。 個人病院や医院、診療所は含まない。 旧日本陸軍衛生隊の印を図案化。                                                           | ⛨︎ U+26E8  | 病院                   |
| 神社                   | 神社                   | 神社をあらわす。 神道教会や神道教団の建物は含まない。 鳥居を図案化。 | ⛩︎ U+26E9  | 神社                   |
| 寺院                   | 寺院                   | 寺院をあらわす。 記号は「卍」（まんじ）を利用。 | ࿖︎ U+0FD6  | 寺院                   |
| 博物館                 | 博物館                 | 博物館法に基づく博物館（美術館、歴史館を含む）をあらわす。 水族館、動物園、植物園は記号で表示せず、名称で表示する。 博物館や美術館などの建物を図案化。                                                 | -         | 博物館                 |
| 図書館                 | 図書館                 | 公立図書館をあらわす。 開いた本を図案化。 | -         | 図書館                 |
| 自衛隊                 | 自衛隊                 | 自衛隊法に基づく機関（陸上自衛隊の方面総監部、師団司令部、海上自衛隊の地方総監部、航空自衛隊の航空総隊、航空方面隊）をあらわす。 防衛省、防衛大学校などは「官公署」の記号などであらわす。 旗を図案化。 | ⛿︎ U+26FF  | 自衛隊                 |
| 工場                   | 工場                   | 工場をあらわす。 機械の歯車を図案化。 | ⛭︎ U+26ED  | 工場                   |
| 発電所等               | 発電所など             | 発電所と変電所をあらわす。 発電機の歯車と電気回路を図案化。 | ⛮︎ U+26EE  | 発電所等               |
| 老人ホーム             | 老人ホーム             | 老人福祉法に基づく老人福祉施設をあらわす。 建物と杖を図案化。 | -         | 老人ホーム             |
| 三角点                 | 三角点                 | 三角点がある場所をあらわす。 三角測量を行うときの三角網の一部を図案化。 | -         | 三角点                 |
| 水準点                 | 水準点                 | 水準点がある場所をあらわす。 水準点の標石を上から見た形を図案化。 | -         | 水準点                 |
| 電子基準点             | 電子基準点             | 電子基準点がある場所をあらわす。 「三角点」の記号と「電波塔」の記号をあわせたもの。 | -         | 電子基準点             |
| 高塔                   | 高塔                   | 五重塔、展望台、送電線の鉄塔、火の見櫓、給水塔、その他高くそびえている工作物をあらわす。 4本の脚があるタワーを上から見た形を図案化。                                                                   | -         | 高塔                   |
| 記念碑                 | 記念碑                 | 記念碑（石像や銅像を含む）をあらわす。 石碑の形と影を図案化。 | -         | 記念碑                 |
| 自然災害伝承碑         | 自然災害伝承碑         | 過去に起きた津波、洪水、火山災害、土砂災害などの自然災害の情報を伝える石碑やモニュメントをあらわす。 石碑の形と影、石碑に刻まれた文字を図案化。                                                        | -         | 自然災害伝承碑         |
| 煙突                   | 煙突                   | 煙突をあらわす。 煙突の形と影、立ち上る煙を図案化。 | -         | 煙突                   |
| 電波塔                 | 電波塔                 | テレビ、ラジオ、無線通信などの送受信を目的とする電波塔をあらわす。 アンテナと電波（波の形）を図案化。                                                                                                  | -         | 電波塔                 |
| 油井・ガス井           | 油井・ガス井           | 現在採取中の油井・ガス井をあらわす。 井戸を上から見た形を図案化。 | -         | 油井・ガス井           |
| 灯台                   | 灯台                   | 灯台（灯標および航空灯台を含む）をあらわす。 灯台を上から見た形と四方八方に光が出ている様子を図案化。                                                                                                  | ⛯︎ U+26EF  | 灯台                   |
| 坑口                   | 坑口                   | 人工の鉱坑、道路、鉄道、水路等が地下に出入りする部分および自然に形成された穴の入口をあらわす。 トンネルの出入り口を図案化。                                                                            | -         | 坑口                   |
| 風車                   | 風車                   | 発電を目的に設置された風車をあらわす。 風力発電用風車を図案化。 | -         | 風車                   |
| 城跡                   | 城跡                   | かつて城があったところで、現在も天守閣、櫓、石垣などがあるところをあらわす。 築城時の縄張の形を図案化。                                                                                                | ⛫︎ U+26EB  | 城跡                   |
| 史跡・名勝・天然記念物 | 史跡・名勝・天然記念物 | 文化財保護法に基づく史跡・名勝・天然記念物をあらわす。 | ⛬︎ U+26EC  | 史跡・名勝・天然記念物 |
| 噴火口・噴気口         | 噴火口・噴気口         | 火山の火口などで噴火・噴気をしている場所や数年の休止期をおいて噴火・噴気が予測される場所をあらわす。 火口と火口から立ち上る煙を図案化。                                                                | -         | 噴火口・噴気口         |
| 温泉                   | 温泉                   | 温泉法に基づく温泉や鉱泉をあらわす。 泉源の湯壷と湯煙を図案化。 | ♨︎ U+2668  | 温泉                   |
| 採鉱地                 | 採鉱地                 | 鉱物を採掘している場所をあらわす。 交差させたつるはしを図案化。 | -         | 採鉱地                 |
| 採石地                 | 採石地                 | 石材を採掘している場所をあらわす。 石切り場の景観と崖の様子を図案化。 | -         | 採石地                 |
| 重要港                 | 重要港                 | 港湾法に基づく重要港湾をあらわす。 船の碇を図案化し、白抜きの丸と横線の数で区別。 | -         | 重要港                 |
| 地方港                 | 地方港                 | 港湾法に基づく地方港湾、避難港（荒天時に小型船舶が避難する港湾）および56条港湾（都道府県知事が水域を公告した港湾）をあらわす。 船の碇を図案化し、白抜きの丸と横線の数で区別。                          | ⚓︎ U+2693 | 地方港                 |
| 漁港                   | 漁港                   | 漁港法に基づく漁港（第1種漁港は除く）をあらわす。 船の碇を図案化。 | -         | 漁港                   |
| 田                     | 田                     | 稲、蓮、い草、わさび、せりなどを栽培している水田をあらわす。 稲を刈り取ったあと（稲株）を図案化。 | -         | 田                     |
| 畑                     | 畑                     | 陸稲、野菜、芝、パイナップル、牧草などを栽培している土地をあらわす。 植物の二葉を図案化。 | -         | 畑                     |
| 果樹園                 | 果樹園                 | りんご、みかん、なし、もも、くり、ぶどうなどを栽培している土地をあらわす。 りんごやなしなどの果実を図案化。                                                                                            | -         | 果樹園                 |
| 桑畑                   | 桑畑                   | 桑を栽培している土地をあらわす。 桑の木を図案化。 | -         | 桑畑                   |
| 茶畑                   | 茶畑                   | 茶を栽培している土地をあらわす。 茶の実の断面を図案化。 | -         | 茶畑                   |
| その他の樹木畑         | その他の樹木畑         | きり、はぜ、こうぞ、庭木や苗木などを栽培している土地をあらわす。 樹木畑を上から見た形を図案化。 | -         | その他の樹木畑         |
| 広葉樹林               | 広葉樹林               | 広葉樹がすき間なく生えている場所をあらわす。 広葉樹を図案化。 | -         | 広葉樹林               |
| 針葉樹林               | 針葉樹林               | マツやスギなどの針葉樹がすき間なく生えている場所をあらわす。 針葉樹を図案化。 | -         | 針葉樹林               |
| ハイマツ地             | ハイマツ地             | 高山で樹高の低いハイマツなどがすき間なく生えている場所をあらわす。 ハイマツを図案化。 | -         | ハイマツ地             |
| 竹林                   | 竹林                   | 竹がすき間なく生えている場所をあらわす。 竹の生えている様子と影を図案化。 | -         | 竹林                   |
| 笹地                   | 笹地                   | 笹または篠竹がすき間なく生えている場所をあらわす。 「竹林」の記号と似るが、影が図案化されていない。 | -         | 笹地                   |
| ヤシ科樹林             | ヤシ科樹林             | ヤシ科植物（フェニックス、シュロ、ナツメヤシなど）、大型のシダ植物（ヘゴなど）、大型の熱帯植物（タコノキ、ガジュマルなど）が生えている場所をあらわす。 ヤシの木を図案化。                              | -         | ヤシ科樹林             |
| 荒地                   | 荒地                   | 利用されず荒れたままの土地、雑草が生えた土地、湿地、沼地などで水草が点々と生えている場所をあらわす。 雑草が生えている様子を図案化。                                                                    | -         | 荒地                   |
| 墓地                   | 墓地                   | 墓地をあらわす。 墓を図案化。 | ⛼︎ U+26FC  | 墓地                   |
| 渡船（フェリー）       | 渡船（フェリー）       | 河川、湖、海で、定期的に人や車両などを運ぶ船のうち、人や貨物を自動車ごと運搬することが可能な連絡船の発着地点をあらわす。 船を上から見た形を図案化し、横線で「その他の旅客船」の記号と区別。            | -         | 渡船（フェリー）       |
| 渡船（その他の旅客船） | 渡船（その他の旅客船） | 河川、湖、海で、定期的に人や車両などを運ぶ船のうち、自動車などの運搬をしない渡し船などの発着地点をあらわす。 船を上から見た形を図案化。                                                                | -         | 渡船（その他の旅客船） |
| 都道府県庁             | 都道府県庁             | 都道府県庁をあらわす。 20万分の1地勢図などで使用。 | ⭖︎ U+2B56  | 都道府県庁             |
| 銀行                   | 銀行                   | 銀行をあらわす。 1万分の1地形図で使用。 両替商が秤に使った分銅を図案化。 | ⛻︎ U+26FB  | 銀行                   |
| 飛行場                 | 飛行場                 | 飛行場をあらわす。 20万分の1地勢図などで使用。 飛行機を上から見た形を図案化。 | ✈︎ U+2708  | 飛行場                 |
| 古戦場                 | 古戦場                 | 古戦場をあらわす。 昭和35年図式より使用されない。 交差させた日本刀を図案化。 | ⚔︎ U+2694  | 古戦場                 |

### その他の地図記号
| 地図記号   | 名称 | 意味・由来               | Unicode   | 実例 |
| ---------- | ---- | ------------------------ | --------- | ---- |
| 教会       | 教会 | 教会の建物を図案化。     | ⛪︎ U+26EA | 教会 |
| 画像募集中 | 山   | 三角形で山頂をあらわす。 | ⛰︎ U+26F0  | 山   |